# Nordijska kombinacija na Zimskih olimpijskih igrah 1976
Nordijska kombinacija na Zimskih olimpijskih igrah 1976.

## Rezultati
| Poz    | Tekmovalec        | Rezultat |
| ------ | ----------------- | -------- |
| Zlato  | Ulrich Wehling    | 423,39   |
| Srebro | Urban Hettich     | 418,90   |
| Bron   | Konrad Winkler    | 417,47   |
| 4      | Rauno Miettinen   | 411,30   |
| 5      | Claus Tuchscherer | 409,51   |
| 6      | Nikolaj Nogovicin | 406,44   |
| 7      | Valerij Kapajev   | 406,14   |
| 8      | Tom Sandberg      | 405,53   |